# 帕拉佐洛-阿克雷德
帕拉佐洛-阿克雷德（義大利語：Palazzolo Acreide）是意大利锡拉库萨省的一个市镇。总面积86.34平方公里，人口9080人，人口密度105.2人/平方公里（2009年）。ISTAT代码为089015。